# Michel Wedelich
Michel Wedelich (auch Weydelingk, Weydelich, Michael Weidlich; † 7. Februar 1556 in Dresden) war ein Dresdner Ratsherr und Bürgermeister.
Über die Herkunft Wedelichs ist nichts bekannt. Beruflich war er als Handelsmann tätig. Ab 1539 gehörte er dem Dresdner Rat an und übernahm 1542 das Amt des Baumeisters. 1553 wurde er zum Bürgermeister gewählt. Im Folgejahr gehörte er als „sitzender Bürgermeister“ letztmals dem Rat an und starb vor seiner erneuten Amtsübernahme 1556. Sein wenige Tage vor seinem Tod erstelltes Testament vom 31. Januar 1556 blieb im Ratsarchiv erhalten.